# Amblyodipsas
Amblyodipsas (пурпурово-блискуча змія) — рід отруйних змій родини земляних гадюк (Atractaspididae). Представники цього роду мешкають в Африці на південь від Сахари.

## Види
Рід Amblyodipsas нараховує 9 видів:
- Amblyodipsas concolor (A. Smith, 1849)
- Amblyodipsas dimidiata (Günther, 1888)
- Amblyodipsas katangensis de Witte & Laurent, 1942
- Amblyodipsas microphthalma (Bianconi, 1852)
- Amblyodipsas polylepis (Bocage, 1873)
- Amblyodipsas rodhaini (de Witte, 1930)
- Amblyodipsas teitana Broadley, 1971
- Amblyodipsas unicolor (J.T. Reinhardt, 1843)
- Amblyodipsas ventrimaculata (Roux, 1907)

## Етимологія
Наукова назва роду Amblyodipsas походить від сполучення слів дав.-гр. αμβλυς — невиразний, тьмяний, αμβλυνω — тупий і διψας — отруйна змія.